# Kirchenprovinz Palermo
Die Kirchenprovinz Palermo ist eine der fünf Kirchenprovinzen der Kirchenregion Sizilien der römisch-katholischen Kirche in Italien.

## Geografie
Die Kirchenprovinz erstreckt sich über die sizilianische Metropolitanstadt Palermo und die Provinz Trapani.

## Gliederung
Folgende Bistümer umfasst die Kirchenprovinz:
- Erzbistum Palermo
  - Bistum Cefalù
  - Bistum Mazara del Vallo
  - Erzbistum Monreale
  - Bistum Trapani

## Metropoliten
Erster  Metropolit der Kirchenprovinz Palermo war der griechische Bischof Nicodemus (1065–1073). Als erster Lateinischer Metropolit wird 1083 Alcherius genannt. Für eine Liste der Metropoliten siehe die Liste der Bischöfe von Palermo.